# Liste des sites classés et inscrits de l'Yonne
Cet article recense les sites classés et inscrits de l'Yonne, en France.

## Liste

### Sites classés
La liste suivante recense les sites classés de l'Yonne.
Les sites peuvent être classés suivant un ou plusieurs critères : artistique, pittoresque, scientifique, historique, légendaire (ou tout critère).
| Site                                            | Communes | Date             | Superficie (ha) | Notes | Coordonnées                 | Photo                                                                    |
| ----------------------------------------------- | --- | ---------------- | --------------- | --- | --------------------------- | ------------------------------------------------------------------------ |
| Site du Vézelien                                | Asquins, Blannay, Domecy-sur-Cure, Foissy-lès-Vézelay, Fontenay-près-Vézelay, Givry, Menades, Montillot, Pierre-Perthuis, Saint-Père, Tharoiseau, Vézelay | 9 avril 1998     | 10 355          | Le site classé concerne la colline de Vézelay et le paysage aux alentours, à l'exclusion des zones urbanisées. Il est complété par un site inscrit. Le site est également inscrit au patrimoine mondial sous le nom « Basilique et colline de Vézelay ». | 47° 27′ 27″ N, 3° 46′ 39″ E |                                                                          |
| Clos de la Chaînette                            | Auxerre | 6 janvier 1904   | 5,65            | Vignoble de l'hôpital psychiatrique de l'Yonne | 47° 48′ 08″ N, 3° 34′ 12″ E |                                                                          |
| Parc de l'Arbre-Sec                             | Auxerre | 4 janvier 1965   | 2,5             | | 47° 47′ 27″ N, 3° 35′ 09″ E |                                                                          |
| Promenades des boulevards                       | Auxerre | 4 janvier 1965   | 12              | Boulevards de la Chaînette, Vauban, du 11-Novembre, Davout et Vaulabelle. | 47° 47′ 43″ N, 3° 34′ 11″ E |                                                                          |
| Quais de l'Yonne                                | Auxerre | 4 janvier 1965   | 12              | Rives de l'Yonne entre les ponts Paul-Bert et de la Tournelle. Rive gauche : quais de la Marine et de la République ; rive droite : quai de l'Ancienne-Abbaye.                                                                                           | 47° 47′ 52″ N, 3° 34′ 34″ E |                                                                          |
| Promenade de la Petite-Porte                    | Avallon | 3 septembre 1935 | 0,8             | | 47° 29′ 06″ N, 3° 54′ 26″ E |                                                                          |
| Promenade des Capucins                          | Avallon | 3 septembre 1934 | 0,6             | | 47° 29′ 28″ N, 3° 54′ 34″ E |                                                                          |
| Promenade des Terreaux-Vauban                   | Avallon | 3 septembre 1934 | 1,18            | | 47° 29′ 23″ N, 3° 54′ 22″ E |                                                                          |
| Rochers de la vallée du Cousin                  | Avallon | 24 mai 1933      | 3,02            | Ensemble de sept groupes de rochers de granit à plusieurs endroits de la vallée. | 47° 28′ 56″ N, 3° 54′ 26″ E |                                                                          |
| Square Houdaille-Geoffroy                       | Avallon | 3 septembre 1935 | 0,51            | | 47° 29′ 04″ N, 3° 54′ 25″ E |                                                                          |
| Château de Chastellux et ses abords             | Chastellux-sur-Cure | 9 septembre 1935 | 51              | Le château est classé au titre des monuments historiques. | 47° 23′ 29″ N, 3° 53′ 37″ E |                                                                          |
| Tilleul devant l'église                         | Druyes-les-Belles-Fontaines | 14 octobre 1935  | 0,75            | | 47° 32′ 50″ N, 3° 25′ 13″ E |                                                                          |
| Site de la bataille de Fontenoy                 | Fontenoy, Levis, Saints-en-Puisaye | 30 mars 1995     | 460             | | 47° 38′ 14″ N, 3° 19′ 19″ E |                                                                          |
| Tilleul                                         | Mailly-le-Château | 14 mars 1938     | 0,75            | L'arbre se situe sur le côté sud de l'église. Il s'agirait d'un tilleul de Sully. | 47° 35′ 47″ N, 3° 38′ 16″ E | [[Fichier::Tilleul de Sully (Mailly-le-Château).jpg\|center\|100x100px]] |
| Sept-Écluses                                    | Rogny-les-Sept-Écluses | 11 juillet 1934  | 1,2             | Les écluses sont classées au titre des monuments historiques. | 47° 44′ 28″ N, 2° 52′ 41″ E |                                                                          |
| Clocher de l'église d'Avrolles et allée plantée | Saint-Florentin | 15 octobre 1935  | 0,04            | | 48° 00′ 13″ N, 3° 40′ 58″ E |                                                                          |
| Côte rocheuse de Saint-Moré                     | Saint-Moré | 25 janvier 1924  | 14              | | 47° 35′ 10″ N, 3° 46′ 22″ E |                                                                          |
| Allées de tilleuls Marguerite de Bourgogne      | Tanlay | 16 avril 1934    | 5,2             | Les allées relient le château de Tanlay au village de Saint-Vinnemer. | 47° 50′ 34″ N, 4° 04′ 46″ E |                                                                          |
| Place d'Armes de Villemer et marronnier         | Valravillon | 7 avril 1938     | 0,08            | Le marronnier serait un arbre de la liberté, planté en 1793. | 47° 54′ 53″ N, 3° 28′ 32″ E |                                                                          |
| Chêne de la liberté                             | Villechétive | 17 juillet 1924  | 0,75            | Planté en 1793, le chêne a disparu en 1953, probablement à la suite d'un mauvais élagage : il n'en reste que la souche. Un nouveau chêne a été planté en 2001.                                                                                           | 48° 05′ 45″ N, 3° 30′ 32″ E |                                                                          |

### Sites inscrits

#### Sites actuels
La liste suivante recense les sites inscrits de l'Yonne en 2024.
| Site                                   | Communes | Date              | Superficie (ha) | Critères et notes | Coordonnées                 | Photo |
| -------------------------------------- | --- | ----------------- | --------------- | --- | --------------------------- | ----- |
| Site du Vézelien                       | Asquins, Blannay, Domecy-sur-Cure, Domecy-sur-le-Vault, Foissy-lès-Vézelay, Fontenay-près-Vézelay, Givry, Island, Menades, Montillot, Pierre-Perthuis, Pontaubert, Saint-Père, Sermizelles, Tharoiseau, Vault-de-Lugny, Vézelay, Voutenay-sur-Cure | 22 août 1989      | 8 178           | Le site inscrit complète le site classé du même nom. Le site est également inscrit au patrimoine mondial sous le nom « Basilique et colline de Vézelay | 47° 28′ 57″ N, 3° 46′ 58″ E |       |
| Maisons anciennes                      | Avallon | 7 février 1944    | 0,21            | Maisons situées dans les rues Maison-Dieu et du Collège                                                                                                | 47° 29′ 14″ N, 3° 54′ 23″ E |       |
| Perspective du château de Charmeau     | Charmoy | 24 mai 1934       | 6,79            | | 47° 56′ 34″ N, 3° 30′ 03″ E |       |
| Abords du château de Chastellux        | Chastellux-sur-Cure | 9 septembre 1935  | 15,26           | | 47° 23′ 47″ N, 3° 53′ 29″ E |       |
| Village de Druyes-les-Belles-Fontaines | Druyes-les-Belles-Fontaines | 4 avril 1969      | 25,93           | | 47° 32′ 53″ N, 3° 25′ 20″ E |       |
| Monlin Cadoux                          | Magny | 9 mars 1964       | 1,85            | | 47° 27′ 58″ N, 3° 58′ 09″ E |       |
| Château et parc                        | Maligny | 20 mai 1976       | 4,83            | | 47° 52′ 11″ N, 3° 45′ 40″ E |       |
| Rochers du Saussois                    | Merry-sur-Yonne | 1er mars 1967     | 13,25           | | 47° 33′ 56″ N, 3° 38′ 51″ E |       |
| Commune de Mézilles                    | Mézilles | 5 août 1982       | 5 236,93        | | 47° 41′ 49″ N, 3° 11′ 00″ E |       |
| Village de Montréal                    | Montréal | 27 avril 1964     | 11,41           | | 47° 32′ 40″ N, 4° 02′ 11″ E |       |
| Partie sud-est de la ville de Noyers   | Noyers | 10 juin 1950      | 0,31            | | 47° 41′ 41″ N, 3° 59′ 47″ E |       |
| Promenade du Pré de l'Échelle          | Noyers | 10 juin 1950      | 6,4             | | 47° 41′ 38″ N, 3° 59′ 39″ E |       |
| Ville intra-muros de Noyers            | Noyers | 16 avril 1969     | 13,2            | | 47° 41′ 49″ N, 3° 59′ 41″ E |       |
| Vallée du Cousin                       | Pontaubert | 3 mars 1943       | 18,14           | | 47° 29′ 16″ N, 3° 52′ 14″ E |       |
| Vallée de la Cure                      | Saint-Germain-des-Champs | 25 septembre 1943 | 37,54           | | 47° 22′ 56″ N, 3° 55′ 50″ E |       |
| Allée de la Vierge                     | Sauvigny-le-Bois | 14 mai 1969       | 6,12            | | 47° 30′ 55″ N, 3° 56′ 19″ E |       |
| Lavoir et gué Saint-Jean               | Sens | 25 septembre 1961 | 0,95            | | 48° 11′ 50″ N, 3° 17′ 25″ E |       |

#### Anciens sites
Deux sites, précédemment inscrits, ont été radiés en 2022, requalifiés en sites patrimoniaux remarquables :
- Avallon : abords de l'église Saint-Lazare et de la tour de l'Horloge (inscrit le 29 janvier 1944[43])
- Tonnerre : centre ancien (inscrit le 1er octobre 1970[44])